# Lepidlo (kniha)
Lepidlo (anglicky Glue) je kniha z roku 2001 skotského spisovatele Irvine Welshe popisující příběhy čtyř přátel od počátku 70. let 20. století do nového tisíciletí. Téměř každá dekáda popisovaná v knize je složena ze čtyř podkapitol, vyprávěných z pohledu jednotlivých hrdinů v ich-formě. Některé podkapitoly se vzájemně prolínají a rozuzlení příběhu přichází postupně (podstatná část je vysvětlena až posledním vypravěčem v dané dekádě).
Přestože je podstatná část knihy o drogách, název Lepidlo nemá nic společného s těkavou látkou pro fetování, ale je synonymen pro pevné přátelství hlavních hrdinů, které přetrvalo vše dobré i zlé.